# 2006-os brit túraautó-bajnokság
A 2006-os BTCC szezon volt a 49. szezonja a brit túraautó-bajnokságnak. 30 futamból (10 forduló) állt, április 9-étől október 15-éig tartott.

## Versenynaptár
| Szám     | Pálya          | Dátum          | Győztes versenyző                         | Győztes csapat                            |
| -------- | -------------- | -------------- | ----------------------------------------- | ----------------------------------------- |
| 1 2 3    | Brands Hatch   | Április 9.     | James Thompson Jason Plato                | SEAT Sport UK                             |
| 4 5 6    | Mondello Park  | Április 23.    | Matt Neal Mike Jordan                     | Team Halfords Team Eurotech               |
| 7 8 9    | Oulton Park    | Május 14.      | Gordon Shedden Matt Neal Jason Plato      | Team Halfords SEAT Sport UK               |
| 10 11 12 | Thruxton       | Június 4.      | Gordon Shedden Matt Neal Colin Turkington | Team Halfords Team RAC                    |
| 13 14 15 | Croft          | Július 16.     | Jason Plato Matt Neal James Thompson      | SEAT Sport UK Team Halfords SEAT Sport UK |
| 16 17 18 | Donington Park | Július 30.     | Gordon Shedden Colin Turkington           | Team Halfords Team RAC                    |
| 19 20 21 | Snetterton     | Augusztus 13.  | Jason Plato Matt Neal                     | SEAT Sport UK Team Halfords               |
| 22 23 24 | Knockhill      | Szeptember 3.  | Jason Plato Fabrizio Giovanardi Matt Neal | SEAT Sport UK VX Racing Team Halfords     |
| 25 26 27 | Brands Hatch   | Szeptember 24. | Jason Plato Fabrizio Giovanardi           | SEAT Sport UK VX Racing                   |
| 28 29 30 | Silverstone    | Október 15.    | Gareth Howell Matt Neal Gareth Howell     | Team Halfords                             |

## Versenyzők
| Versenyzői világbajnokság | Versenyzői világbajnokság | Versenyzői világbajnokság |
| Pozíció                   | Versenyző                 | Pont                      |
| ------------------------- | ------------------------- | ------------------------- |
| 1                         | Matt Neal                 | 289                       |
| 2                         | Jason Plato               | 241                       |
| 3                         | Colin Turkington          | 240                       |
| 4                         | Gordon Shedden            | 204                       |
| 5                         | Fabrizio Giovanardi       | 163                       |
| 6                         | James Thompson            | 162                       |
| 7                         | Tom Chilton               | 139                       |
| 8                         | Gaven Smith               | 123                       |
| 9                         | Rob Collard               | 97                        |
| 10                        | Mike Jordan               | 91                        |
| 11                        | Gareth Howell             | 80                        |
| 12                        | James Kaye                | 61                        |
| 13                        | David Pinkney             | 56                        |
| 14                        | Darren Turner             | 41                        |
| 15                        | Jason Hughes              | 27                        |
| 16                        | Mark Proctor              | 18                        |
| 17                        | Eoin Murray               | 8                         |
| 18                        | Martyn Bell               | 8                         |
| 19                        | Tom Ferrier               | 7                         |
| 20                        | Paul O’Neill              | 7                         |
| 21                        | Fiona Leggate             | 3                         |
| 22                        | Adam Jones                | 1                         |
| 23                        | Mark Smith                | 0                         |
| 24                        | Erkut Kizilirmak          | 0                         |
| 25                        | Richard Marsh             | 0                         |
| 26                        | Nick Leason               | 0                         |
| 27                        | Darren Dowling            | 0                         |
| 28                        | Chris Stockton            | 0                         |
| 29                        | Mark Jones                | 0                         |

## Gyártók
| Gyártó világbajnokság | Gyártó világbajnokság | Gyártó világbajnokság |
| Pozíció               | Gyártó                | Pont                  |
| --------------------- | --------------------- | --------------------- |
| 1                     | SEAT                  | 572                   |
| 2                     | Vauxhall              | 528                   |